# Spanish Wells
Spanish Wells es un asentamiento que compone uno de los 32 distritos bahameños. El nombre Spanish Wells, en inglés "pozos españoles", hace referencia a los pozos de agua construidos por los españoles para aprovisionar sus galeones.
Spanish Wells, como ciudad abarca la totalidad de la isla pequeña de St. Georges Cay (Cayo San Jorge). Su población aproximada es de 1.500 residentes y su superficie es de unos 1 km².
Históricamente, la isla fue utilizada como punto de aprovisionamiento de agua para los galeones españoles en la ruta de regreso a España.
Los primeros colonos eran 'Aventureros de Eleuteria', provenientes de Bermudas (mismos que se cree fueron algunos de los primeros colonos de la isla 
de Eleuteria). En 1647 su barco se hundió cerca de St. George's Cay al chocar contra el Devil's Backbone (La Columna del Diablo) - un arrecife grande que circunvala la isla. 
Una parte considerable de la población en Spanish Wells y los asentamientos cercanos comparte el apellido Pinder, y la mayoría de sus habitantes son de raza blanca.
Actualmente, Spanish Wells es el epicentro de la pesca de langosta en las Bahamas y, por lo tanto, un importante nicho del sector pesquero bahameño. Sin embargo, entre los años finales de la década de los 70 e inicios de los años 80, el asentamiento fue utilizado como punto del transbordo para estupefacientes enviados desde puntos de Sudamérica hacia Norteamérica.
El área sufrió daños materiales extensos debido a los huracanes Andrew (1992) y Floyd (1999).
Recientemente, la isla se ha convertido en protagonista de la tensión entre las demás islas debido al sector pesquero que se resiente de la introducción y proliferación del pez león en las aguas que circundan St. Georges Cay. Dicha especie es invasiva en el archipiélago de las Bahamas, además, carece de depredadores en el entorno marino natural dentro de ese territorio. No se sabe aún cómo fue introducido a las aguas bahameñas, y su aparición ha sido achacado por los habitantes de Spanish Wells a acuarios grandes como el del hotel Atlantis cerca de la capital. 